# Muhlenbergia macroura
Muhlenbergia macroura är en gräsart som först beskrevs av Humb., Bonpl. och Carl Sigismund Kunth, och fick sitt nu gällande namn av Albert Spear Hitchcock. Muhlenbergia macroura ingår i släktet muhlygräs, och familjen gräs. Inga underarter finns listade i Catalogue of Life. Rötterna kallas för risrot och används till borstar och viskor.